# باندرمة سبور
باندرمة سبور هو نادي كرة قدم تركي من مدينة باندرمة،تأسس النادي في 1965.